# Онежены
Онежены — деревня в составе Шуньгского сельского поселения Медвежьегорского района Республики Карелия.

## Общие сведения
Расположена на восточном берегу озера Путкозеро.
В деревне находится полуразрушенная деревянная церковь Параскевы Пятницы и Варлаама Хутынского (XVIII—XIX век).

## Население
| 2002 | 2010 | 2013 |
| ---- | ---- | ---- |
| 2    | →2   | →2   |